# Thraulodes prolongatus
Thraulodes prolongatus är en dagsländeart som beskrevs av Jay R. Traver 1946. Thraulodes prolongatus ingår i släktet Thraulodes och familjen starrdagsländor. Inga underarter finns listade i Catalogue of Life.